# ねね (ラジオパーソナリティ)
ねね（1969年6月2日 - ）は、名古屋圏を中心に活動する実業家、ラジオパーソナリティ。

## 来歴・人物
愛知県一宮市出身。本名非公表。血液型はA型。キャッチフレーズは「見た目はおっさんココロは乙女」。
料理人や劇団員を目指し活動するもゲイバーの魅力に取りつかれ、名古屋市中区錦三丁目で飲食店（ゲイバー）「9153」を経営も、2018年12月28日をもって閉店したが2023年9月現在東区高岳にゲイバー（本人はホモバーとも）「bar ひとのふんどし」を経営する。
2007年頃から東海ラジオを中心に中京圏のラジオ局の番組に出演。

## 出演番組
注釈に放送局の記載がないものは東海ラジオ制作の番組。

### 現在
- OH! MY CHANNEL!
  - OH! MY Man&Woman!(2022年10月12日 -、水曜日ゲスト)

### 過去
- はーさん! ねねの! すんどめ!（2017年10月 - 2018年9月28日、メインパーソナリティ）
- 上からも下からもねね!
  - 右からも左からもねね!
- 山浦ひさし 全力疾走（2007年4月 - 2010年3月、リポーター）
- ねねのOh〜!New Comer!（2013年10月 - 2016年9月）
- SWAG #41（ZIP-FM、2016年4月 - 2017年9月）
- SKE48♡ねねの! カウントダウン3・2・1!!!（2016年10月 - 2017年9月）
- ねねの!びんびん!ミュージック!（2018年10月6日〈7日早朝〉- 2020年9月27日、パーソナリティ）
- のりこ&ねねの日曜も歌謡曲（2019年7月7日 - 2019年9月29日、パーソナリティ）